# Dover (Delaware)
Dover è una città statunitense, capitale del Delaware e capoluogo della contea di Kent. Al censimento del 2010 contava 36 047 abitanti. Dover è situata nella parte nord-orientale della penisola di Delmarva, all'incirca nel centro geografico del Delaware.

## Storia
Dover fu fondata nel 1683 da William Penn, al quale re Carlo II d'Inghilterra aveva concesso la terra del Delaware e della Pennsylvania. Nel 1717 la città fu ufficialmente costituita da una commissione speciale dell'Assemblea Generale del Delaware. Durante la guerra d'indipendenza americana e la guerra di secessione americana, Dover fu un punto di raduno per le truppe del Delaware e la piazza centrale, nota come The Green, fu la sede di numerose adunate, riviste militari e altri eventi patriottici. Anche oggi The Green rimane il cuore del centro storico di Dover e qui si trovano la corte suprema dello Stato e la corte della contea di Kent.
Dover fu la patria di Caesar Rodney, un personaggio enigmatico della guerra di indipendenza; si sa che è stato sepolto fuori della città ma la localizzazione esatta è sconosciuta. Fino alla fine della guerra di secessione, il Delaware rimase uno Stato schiavista anche se rimase nell'Unione e i simpatizzanti per la Confederazione rimasero una minoranza.

## Geografia fisica
Secondo lo United States Census Bureau, la città ha una superficie totale di 58,8 km², dei quali 58 km² di territorio solo 0,8 km² di acque interne (l'1,32% del totale).

## Società

### Evoluzione demografica
Nel 1890 Dover contava 3 061 abitanti, nel 1900, 3 329; nel 1910 erano 3 720 e nel 1940 erano saliti a 5 517. Al censimento del 2000 risultavano 32 135 abitanti, la cui origine etnica era la seguente: 54,94% bianchi, 37,22% neri, 0,45% nativi americani, 3,16% asiatici, 0,04% isolani dell'Oceano Pacifico, 1,57% di altra origine, 2,62% di origine multietnica, 4,13% ispanici.

## Economia
Le attività economiche maggiori sono le istituzioni pubbliche, cioè il governo del Delaware (che qui ha i suoi uffici, anche se non tutti), il governo della contea e la base aerea di Dover (Dover Air Force Base). Tra le aziende private, la Playtex (indumenti intimi) e la ILC Dover (indumenti militari e tute spaziali).
Per due fine settimana l'anno si tengono a Dover le corse automobilistiche della NASCAR, che attraggono oltre 100 000 spettatori e visitatori contribuendo con milioni di dollari all'economia locale.